# Tryo au Cabaret Sauvage
Tryo au Cabaret Sauvage est un double dvd sorti en 2005 retraçant les spectacles enregistrés au Cabaret Sauvage par le groupe Tryo le 2 avril 2004 et à l'Olympia le 13 novembre 2003. Avec pour invités Les Ogres de Barback et La Sexion des Mister Gang au Cabaret Sauvage, Pablo Mendez et Eddy Tomassi sur "Co j'ai marre" et Jean-Marc Savidan aka Totor comme comédien. De nombreux bonus comme les coulisses du Cabaret, le making-off du clip de Mr Bibendum, réalisé par Émilie Chedid, et bien d'autres. Une production Pyrprod.

## Au Cabaret Sauvage
1. G8
2. Les Extrêmes
3. Pour un flirt avec la crise
4. Tous en boîte - Mr Bibendum
5. Paris
6. Récréaction
7. La misère d'en face
8. Mam'zelle Bulle
9. La première fois
10. Accordéon pour les cons
11. La révolution
12. Sortez-les
13. Plus on en fait
14. C'est du roots
15. Babylone
16. Vacances au Texas
17. L'hymne de nos campagnes

## A l'Olympia
1. Dans les nuages
2. La Main Verte
3. Serre-moi
4. Désolé pour hier soir
5. Pompafrik
6. Comme les journées sont longues

## Clips
- J'ai trouvé des amis
- Sortez-les
- Désolé pour hier soir
- Co j'ai marre
- Mr Bibendum